# SN 2011bj
SN 2011bj – supernowa typu II-P odkryta 3 kwietnia 2011 roku w galaktyce A205224-3335. W momencie odkrycia miała maksymalną jasność 17,60m.